# Os Trapalhões e o Mágico de Oróz
Os Trapalhões e o Mágico de Oróz é um filme brasileiro de 1984, do gênero comédia e aventura infantil, dirigido por Victor Lustosa e Dedé Santana e estrelado pela trupe humorística Os Trapalhões. Foi realizado pela Renato Aragão Produções em parceria com  DeMuZa Produções. Trata-se de uma paródia do filme americano The Wiz (1978), que por sua vez é inspirado no conto The Wonderful Wizard of Oz, escrito por L. Frank Baum. O filme também marcou a volta do grupo ao cinema depois de 6 meses ou depois de quase 1 ano de separação.

## Enredo
Didi, um sertanejo humilde que padecia fome e sede devido à seca no Nordeste brasileiro, segue sem rumo com seus companheiros Soró e Tatu em busca de melhores condições de vida. Pelo caminho, Didi encontra mais três novos companheiros: o Espantalho, a quem salvou de um bando de carcarás e que desejava conseguir um cérebro para se tornar uma pessoa comum; o Homem-de-lata, que desejava um coração para completar sua felicidade; e o Leão, que era o delegado covarde da cidade de Orós e inicialmente lutou contra Didi, mas depois juntou-se ao grupo com o objetivo de levar água para a cidade e livrar-se de sua covardia. O quarteto conta com a ajuda da mais nova amiga, a professora Aninha, namorada de Leão. 
Até que encontram no deserto o lar do Mágico de Oróz. Este os aconselha a buscarem um monstro de metal que jorra água pela boca, a fim de resolverem o problema da seca, e a nunca desistirem de conseguir o que desejam. Após enfrentarem e derrotarem, com a ajuda do Mágico, o malvado Coronel Ferreira, que comercializava a pouca água dos açudes de Oróz, o grupo é levado por um grande osso mágico à Cidade do Rio de Janeiro, onde conseguem encontrar o procurado "monstro" (que na verdade era uma torneira gigante) e com mais uma ajuda do Mágico o levaram até à cidade de Oróz, que os recebeu em festa.
Mas os quatro amigos não sabiam que uma torneira separada de seu encanamento não podia fornecer água, e quando descobriram isto a população da cidade se revoltou e o prefeito os condenou à morte. Perto do fim, Didi convence os seus companheiros a terem fé que a chuva cairia e os salvaria, e dizendo as frases "Vamos todos pensar firme, vamos todos pensar forte, pra cair um pingo d'água e mudar a nossa sorte", fazem o milagre acontecer: a chuva cai e o "monstro" finalmente jorrou água por sua boca. E toda a cidade festeja, e os três companheiros de Didi se tornam seres humanos normais, o que mais desejavam conseguir. O filme termina com uma mensagem escrita na tela, feita pelos próprios Trapalhões aos governantes brasileiros, dizendo: 

"E choveu. Que a chuva que molhou o sofrido chão do nordeste não esfrie o ânimo de nossas autoridades na procura de soluções para a seca".

## Recepção
Rodrigo de Oliveira em sua crítica para o Papo de Cinema escreveu: "O ano de 1983 foi problemático para os Trapalhões. (...) Seis meses depois da briga, o quarteto estava de novo junto, coproduzindo seu novo filme (...) A separação parece ter ajudado. Dirigido por Dedé Santana e Victor Lustosa, o musical é um dos momentos altos da trupe no cinema."

## Elenco
| Elenco            | Personagem            |
| ----------------- | --------------------- |
| Renato Aragão     | Didi Mocó             |
| Dedé Santana      | Delegado Leão         |
| Mussum            | Homem-de-lata (Tonel) |
| Zacarias          | Espantalho (Passoura) |
| Xuxa Meneghel     | Aninha                |
| Dary Reis         | O Mágico de Oróz      |
| José Dumont       | Tatu                  |
| Arnaud Rodrigues  | Soró                  |
| Maurício do Valle | Coronel Ferreira      |
| Jofre Soares      | Juiz                  |
| Tony Tornado      | Carcará Líder         |
| Wilson Vianna     | Delegado              |
| Roberto Guilherme | Padeiro               |
| Dino Santana      | O Beato do Deserto    |
| Bia Seidl         | Virgem Maria          |
| Fernando José     |                       |

## Trilha sonora

### Faixas
- Os Animais - Os Trapalhões
- Os Carcaras - Os Trapalhões
- Cachorro Magro - Os Trapalhões
- Conseguimos - Os Trapalhões
- Estradão - Arnaud Rodrigues
- Retirada/Didi/Soró - Arnaud Rodrigues
- Tutu - José Dumont
- A Multiplivacaso dos Frutos - Jessé
- Centro da Cidade - João Fernando
- Frevo na Chuva - Arnaud Rodrigues
- Cântico Mágico - Arnaud Rodrigues